# 東洋医学
東洋医学（とうよういがく）とは、中国・日本・朝鮮半島などの東洋起源の伝統医学を指す。東洋が指す範囲が多様であるように、東洋医学に含まれる範囲も一様ではなく、文脈・視点によって異なる。

## 現代日本での医学区分
現在日本の伝統医学業界では、古典医学書に基づく薬物療法・漢方医学と、経穴などを鍼や灸で刺激する物理療法・鍼灸医学、両者を合わせて東洋医学と呼んでいる。日本では日清戦争以降、「西洋」と対になる「東洋」という用語が定着したと考えられており、1950年に日本東洋医学会が設立されて、東洋医学という呼び方も一般的になった。

## 地域による区分
東洋医学は、中国医学（中国）、漢方医学（日本）、韓医学（朝鮮半島）などの中国を起源とする東アジアの伝統医学を指す場合が多いが、アーユルヴェーダ（インド）などの南アジア・東南アジアの伝統医学を含む場合も多く、更にはユナニ医学などの西アジア伝統医学を含む場合もある。ユナニ医学は古代ギリシャを起源とし、ヨーロッパに大きな影響を与えたため、西洋医学の文脈で語られることもある。
西洋医学の意味も東洋医学同様に一様ではないが、西洋近代医学（近代医学、現代医学）を指す場合が多いようである。東洋（オリエンタル）と対になる概念としてヨーロッパで認識された西洋は、ボスポラス海峡以西のヨーロッパを指す場合が多いが、東洋同様、指し示す範囲は様々であり、アラビアを含む場合もある。
中国では清王朝以降、東洋とは日本だけを指すため、東洋医学は漢方医学を意味する。日本語の意味の東洋医学は中国語で「漢医学」と表記している。